# Katarina Benzová
Katarina Benzová (* 1987, Liptovský Mikuláš) je slovenská koncertní fotografka známá především díky své práci s rockovými kapelami jako Guns N' Roses.

## Kariéra
Nejdříve působila jako modelka. Její profesionální fotografická kariéra začala v roce 2010, kdy dostala příležitost jet na turné s Guns N' Roses. Spolupracovala také s kapelami jako KISS, The Rolling Stones, Aerosmith, Def Leppard, Mötley Crüe, Bad Company, Lynyrd Skynyrd, Courtney Love, Thin Lizzy, Motörhead, Van Halen, ZZ Top, Marilyn Manson, KORN, Jane's Addiction In Chains, The Kills, The Cult, Billy Idol a mnoho dalších.
Díky jejímu pracovnímu vztahu s Guns N' Roses ji to přivedlo k úkolům s AC/DC, zatímco Axl Rose se zabýval vokálními povinnostmi pro část turné 'Rock Or Bust' v roce 2016 a The Dead Daisies, zatímco členové Guns N' Roses Richard Fortus a Dizzy Reed byli součástí jejich sestavy.
Fotografie autorky se objevily v publikacích v tisku i online, včetně Vogue Italia, Rolling Stone Magazine, New York Times, LA Times, Forbes, SPIN Magazine, NME Magazine, Classic Rock Magazine, USA Today, Billboard Magazine, Revolver Magazine, Fox Zprávy, NY Daily News, CBS a Ultimate Classic Rock.
Pořídila komerční fotografie pro Monster Energy, Celestion Speakers, James Trussart Guitars, Asba Swag, Roto Sound a tiskovou kampaň Animals Asia.
Benzová představila svou práci na mnoha výstavách včetně výstavy KISS v Hard Rock Hotel v Las Vegas v roce 2014 a na několika výstavách fotografií během filmového festivalu v Cannes. Její fotografie se často používají v programech turné včetně Guns N' Roses Chinese Democracy, Appetite For Democracy, Not In This Lifetime a také v programech KISS.
Výlet na Kubu v roce 2015 s The Dead Daisies jako jednou z prvních amerických kapel, které tam hrály, Benzová vydala knihu a režírovala krátký dokument s názvem Revolucion, založený na albu The Dead Daisies 2015.
Její fotografie byly také použity pro obaly alb včetně Sebastian Bach /Apachalypes Now, The Dead Daisies Face I Love a Revolucion.

## Osobní projekty
Benzová využila své fotografické dovednosti k získání peněz pro různé charitativní organizace. Dělala také tiché aukce své práce pro organizace jako NAMI, Toys For Tots a Fathers Heart Foundation. Svůj čas také věnovala jako fotografka projektům jako Nelson Mandela: Legacy Of Hope Foundation a The Heroes Project.
V roce 2015 koprodukovala a fotografovala kampaň pro Animals Asia, která zahrnovala umělce jako Anthony Kiedis z Red Hot Chili Peppers, Ozzy a Sharon Osbourne, Simon Le Bon z Duran Duran, Duff McKagan & DJ Ashba z Guns N' Roses, Moby, Matt Lucas a Steve-O.
V roce 2017 Benzová založila svou nadaci s názvem MISE 11, kde zdarma vytváří kampaně pro různé charitativní organizace. Kromě kampaně Animals Asia, kterou dělala v minulosti, také vytvořila kampaň pro Wolf Conservation Center v roce 2016, která se jmenovala #StandForWolves ve spolupráci s Axlem Rosem, Jasonem Momoou a Lisou Bonetovou. V roce 2017 se také stala členkou rady poradců pro Wildlife Conservation Film Festival.